# Knidoszi Eudoxosz
Eudoxosz (görög: Εύδοξος), knidoszi (Knidosz, Kis-Ázsia, i. e. 408 körül – 355 körül, Knidosz, Kis-Ázsia) matematikus és csillagász, akinek nagy érdeme volt az, hogy megkísérelte az égitestek mozgásának egységes leírását. Elméletében a Földet a szférák középpontjába helyezte, ezzel megalkotta a majdnem 2000 évig fennálló földközéppontú (geocentrikus) világképet. Néha összekeverik egy i. e. 280 körül élt azonos nevű földrajztudóssal.

## Élete és munkássága
Eudoxosz a görögországi Knidoszban született az i. e. 5. században. Tanulmányait Athénban végezte, majd Egyiptomba utazott, ahol csillagászati ismereteit szerezte. Platón legtehetségesebb tanítványának tartották (i. e. 367 és 364 között ő helyettesítette Platónt az iskola élén, míg az II. Dionüsziosznál időzött Szürakuszaiban). Az ókori Görögországban neki köszönhető a csillagképek bevezetése.
Legnagyobb érdemének tartották az égitestek mozgásainak magyarázatát a szférák segítségével:
A gömb alakú Földet helyezte a Világmindenség középpontjába, ekörül forogtak a szférák, amelyek leginkább gömb alakú héjaknak képzelhetők el. Elképzelése szerint az égitestek saját szférával rendelkeztek. Csak az állócsillagok kerültek valamennyien egy szférába. Külön szférája volt a hét égitestnek; a Napnak, a Holdnak és az öt bolygónak: a Merkúrnak, Vénusznak, Marsnak, Jupiternek, és a Szaturnusznak.
A bolygók mozgásának modellezésére Eudoxosz egy óraműhöz hasonló bonyolult szerkezetet készített, mely végül 26 egymáshoz kapcsolódó és ellentétesen mozgó gömbből állt. Ennek elkészítése zseniális matematikai és logikai érzékre vallott.
Munkássága vége felé írhatta a Gész Periodosz című geográfiai munkáját. Tematikájában, stílusában kissé eltér korábbi matematikai és csillagászati műveitől, ezért előfordul, hogy egy nem sokkal később élő, hipotetikus pszeudo-Eudoxosz művének tartják. Szintén e személyhez kötik a nyolc könyvből álló Gész Periodosz („Körutazás”) című munkát, mely nem tévesztendő össze milétoszi Hekataiosz azonos című munkájával. A munkából körülbelül 100 töredék maradt fenn különböző kompilátoroknál. Ez a munkája, csak úgy mint az összes többi, elveszett.